# Linea S47 (S-Bahn di Berlino)
La linea S47 (S-Bahn di Berlino) si snoda dalla stazione di Spindlersfeld a quella di Hermannstraße. La linea si avvale delle strutture delle seguenti ferrovie:
- ferrovia Schöneweide–Spindlersfeld, aperta il 1º aprile 1892 ed elettrificata il 1º febbraio 1929,
- ferrovia Berlino-Görlitz, aparta nel 1866 ed elettrificata nel 1929,
- ferrovia Baumschulenweg–Neukölln, aperta l'8 giugno 1896 ed elettrificata nel 1928,
- Ringbahn, completata nel 1877 ed elettrificata nel 1926.

Fino al 28 maggio 2006, la linea andava da Spindlersfeld a Gesundbrunnen, ma venne poi abbreviata a Südkreuz per migliorare la frequenza dei treni delle linee S41 e S42. L'11 dicembre 2011 la linea venne abbreviata a Hermannstraße e dispone soltanto di 7 stazioni.